# 医療過誤原告の会
医療過誤原告の会（いりょうかごげんこくのかい）は、医療過誤の被害者により構成される団体。

## 活動概要
1991年の設立で、医療過誤被害者の団体としては、全国最大の規模と歴史を持つ。（有効会員数：約300名/2014年）
会員内での情報交換や相互扶助に加え、会の内外の医療過誤被害者の相談に答える活動や、医療事故情報センターや医療問題弁護団、患者の権利オンブズマンなどの弁護士組織、および医療事故調査会などの医療従事者の団体、その他医療問題に関心のある弁護士・医療従事者・ジャーナリストと連携し、シンポジュウムやセミナーを開催して、広く世間に医療被害の実態や患者の権利の確立を訴える活動などを行っている。

## 組織概要
関東・中部・関西・九州の4つの地域支部の上に幹事会があり、その幹事会が会の業務を取り仕切っている。年に一度、会員総会が開かれ、幹事会のメンバーである幹事を選出する。

## 刊行物
- 『医療過誤原告の会10年のあゆみ ― 明日を信じて』

会の設立10周年を記念して2000年12月に発行された。
弁護士、医師、ジャーナリストからのメッセージに加え、裁判の原告として戦った会員の体験談がまとめられている。
- 『医療過誤原告の会20年のあゆみー想いをつないで』

会の設立20周年を記念して2011年12月に発行された。
会の礎を築いた故人の追悼文、会を支援してきた各界からの寄稿文、裁判を闘った被害者の体験と想い、20年間の活動の歩みの４部構成でまとめられている。
- 医療訴訟
- 医療問題